# Phenix (Cannonball Adderley)
Phenix è il 31° album di Julian Cannonball Adderley, pubblicato dalla Milestone Records nel 1975.

## Tracce
Lato A
1. High Fly – 6:08 (Randy Weston)
2. Work Song – 6:32 (Nat Adderley)
3. Sack O'Woe – 5:11 (Julian Cannonball Adderley)

Lato B
1. Jive Samba – 5:23 (Nat Adderley)
2. This Here – 7:15 (Bobby Timmons)
3. The Sidewalks of New York – 5:41 (Eubie Blake, Charles B. Lawlor)

Lato C
1. Hambi Nami – 5:27 (Julian Cannonball Adderley)
2. Domination – 6:58 (Julian Cannonball Adderley)
3. 74 Miles Away – 6:03 (Joe Zawinul)

Lato D
1. Country Preacher – 4:30 (Joe Zawinul)
2. Stars Fell on Alabama – 5:52 (Mitchell Parish, Frank Perkins)
3. Walk Tall / Mercy, Mercy, Mercy – 7:32 (Esther Marrow, Jim Rein, / Joe Zawinul)

## Musicisti
Cannonball Adderley Sextet
- Julian Cannonball Adderley - sassofono alto
- Nat Adderley - cornetta
- George Duke - pianoforte, sintetizzatore (brani A1, A2, A3, B1, B2 & B3)
- Mike Wolf - pianoforte (brani C1, C2, C3, D1, D2 & D3)
- Sam Jones - contrabbasso (brani A1, A2, A3, B1, B2 & B3)
- Walter Booker - contrabbasso (brani C1, C2, C3, D1, D2 & D3)
- Louis Hayes - batteria (brani A1, A2, A3, B1, B2 & B3)
- Roy McCurdy - batteria (brani C1, C2, C3, D1, D2 & D3)
- Airto Moreira - percussioni